# Bogusław Mec

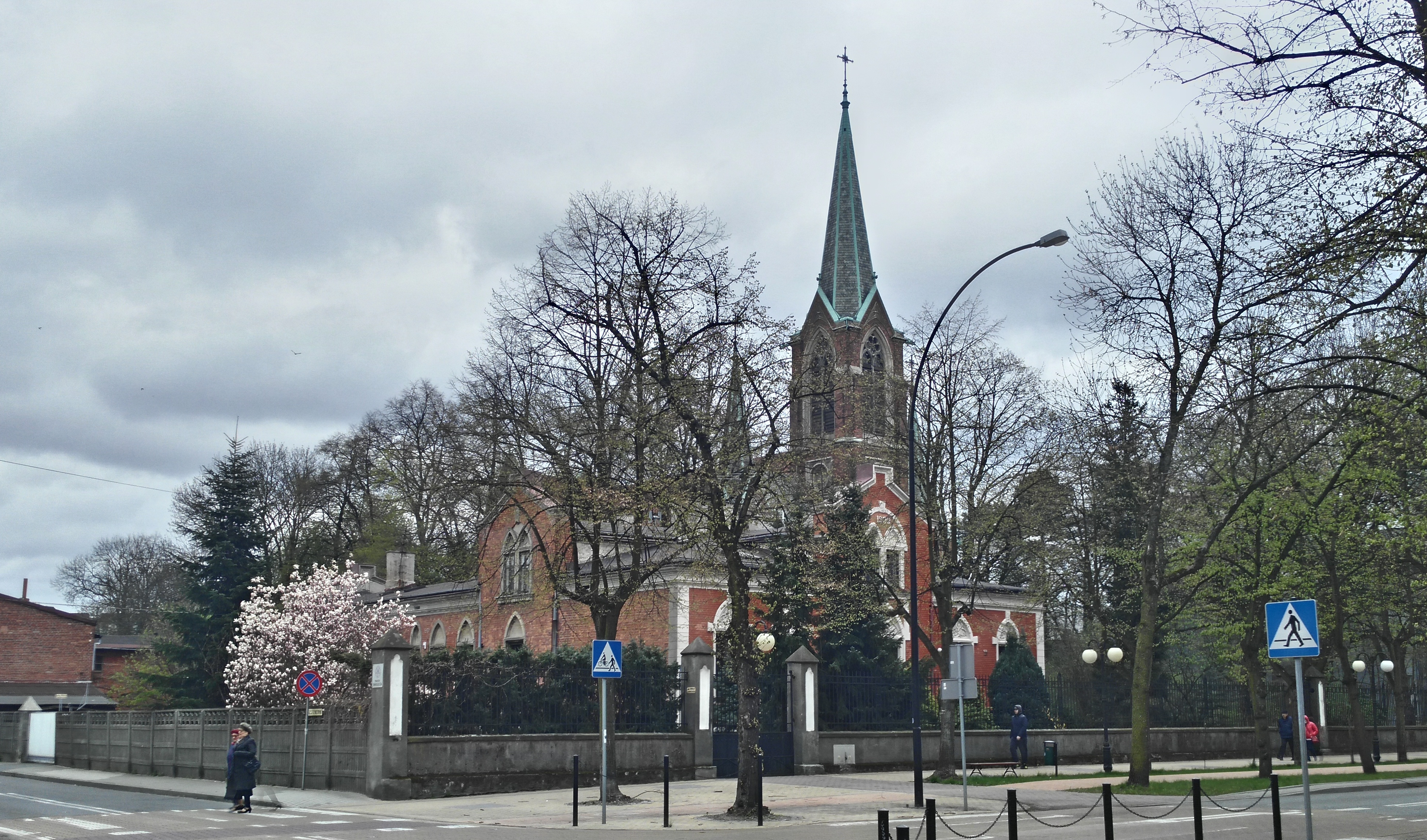
Dom rodzinny Bogusława Meca przy parafii ewangelicko-augsburskiej w Tomaszowie Mazowieckim

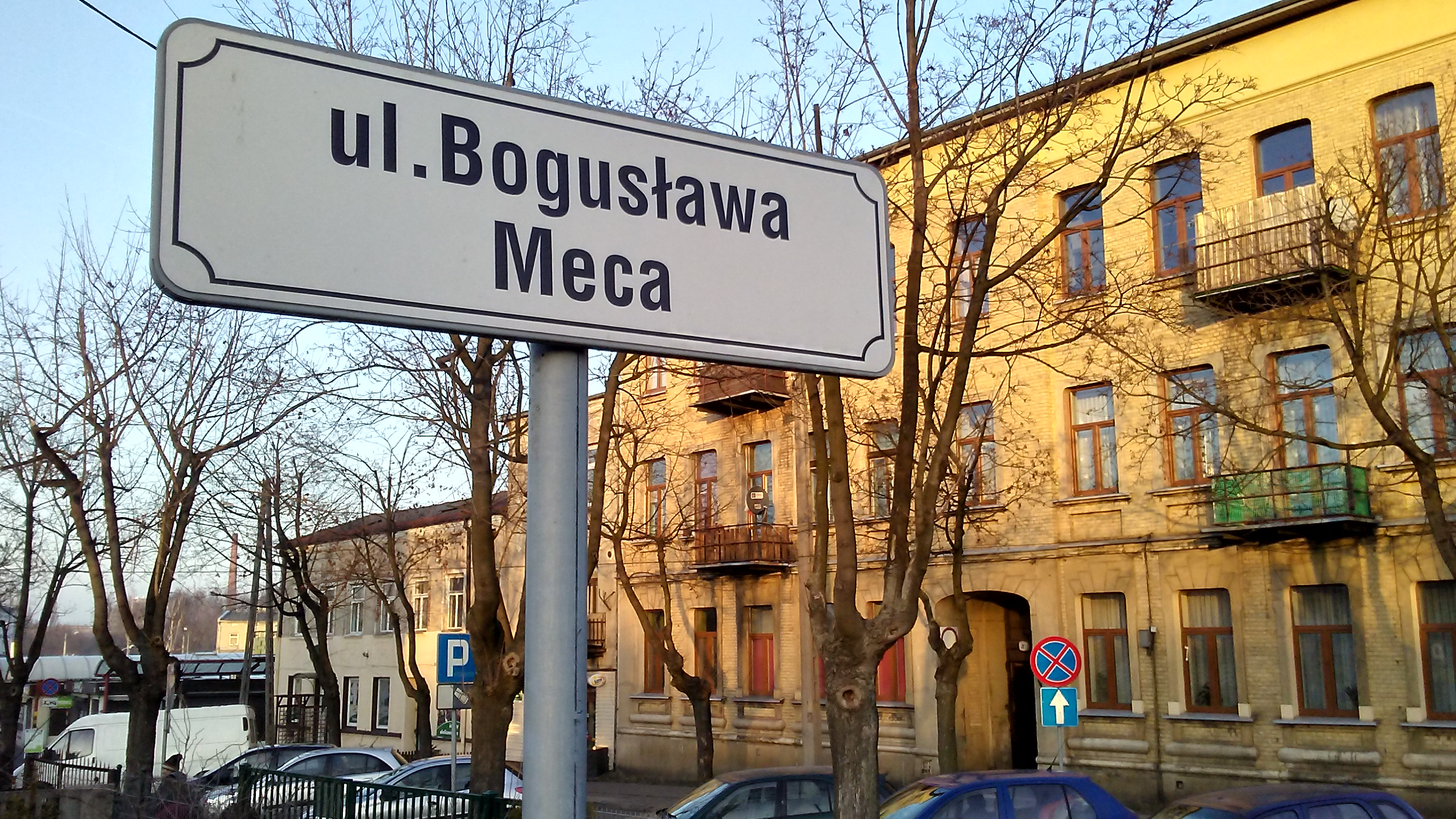
Róg ulicy Bogusława Meca i ulicy Grunwaldzkiej w rodzinnym Tomaszowie Mazowieckim

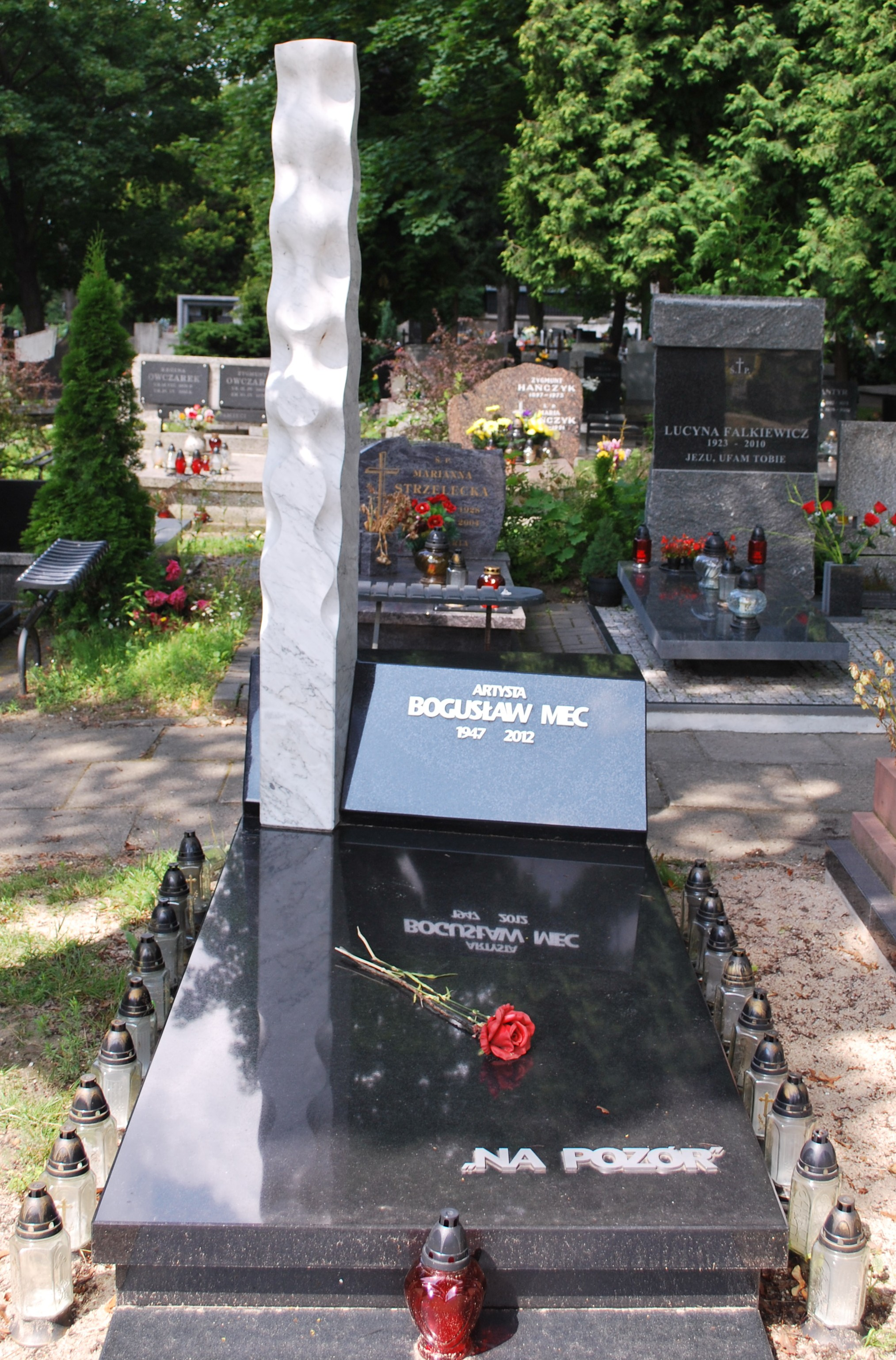
Grób Bogusława Meca na cmentarzu komunalnym na Dołach w Łodzi

Bogusław Mec (ur. 21 stycznia 1947 w Tomaszowie Mazowieckim, zm. 11 marca 2012 w Zgierzu) – polski piosenkarz, artysta plastyk i kompozytor.

## Życiorys
Uczęszczał do Technikum Mechanicznego w Tomaszowie Mazowieckim. Był absolwentem Wydziału Projektowania Ubiorów w Państwowej Wyższej Szkole Sztuk Plastycznych w Łodzi.
Jako piosenkarz zadebiutował w 1969 występem na Łódzkiej Giełdzie Piosenki, otrzymując nagrodę główną, nagrodę publiczności i wyróżnienie specjalne jury. W 1972 za utwór „Jej portret” otrzymał Nagrodę Ministra Kultury i Sztuki na 10. Krajowym Festiwalu Piosenki Polskiej w Opolu. W latach 1969–1972 występował w łódzkich klubach studenckich: „77”, „Klubie Plastyków” i „SPATiF-ie”. Jego znakiem firmowym był czarny kapelusz i długi płaszcz.
W latach 80. koncertował w Stanach Zjednoczonych, ZSRR, Jugosławii, Hiszpanii i NRD. Występował na Festiwalu Piosenki Radzieckiej w Zielonej Górze.
Od 2001 roku chorował na białaczkę.  Zmarł 11 marca 2012 w zgierskim szpitalu. Pochowany 16 marca 2012 na łódzkim cmentarzu komunalnym Doły.

## Odznaczenia
W 1979 otrzymał odznakę „Zasłużony Działacz Kultury”. W 2012 został odznaczony Srebrnym Medalem „Zasłużony Kulturze Gloria Artis”.

## Upamiętnienie
Rada Miasta Tomaszowa Mazowieckiego na początku 2013 nazwałą jedną ze śródmiejskich ulic jego imieniem. 

## Życie prywatne
Miał starszą siostrę, Danutę Mec-Wypart. Był żonaty z Marią, z którą miał córkę Luizę.

## Dyskografia

### Albumy
- 1971 To nie był sen
- 1979 Bogusław Mec 2
- 1981 Bogusław Mec 3/4
- 1983 Nie biegnij tak (Pronit)[12][13]
- 1987 Mały szu (Polskie Nagrania Muza)[14][15]
- 1995 Jej portret the best of[16]
- 1997 Po kolędzie[17]
- 1998 Malarz i poeta[18]
- 1998 Boże Narodzenie[19]
- 2004 The best – Jej portret
- 2004 Recepta na życie[20]
- 2008 Duety
- 2010 Mec Bogusław, The best of[21]
- 2013 Bogusław Mec – Malarz i poeta (4everMusic)

### Single
- „Z wielkiej nieśmiałości” (1980 wydawca Tonpress)[22]
- „Przyjaciele po to są”
- „Filozof” (wraz z Justyną Steczkowską) (2008)
- „Stare buty van Gogha” (wraz z Frument Project) (2011)[23]

### Gościnnie
- 1971 „Debiuty Opola 71” (Polskie Nagrania Muza)[24]
- 1976 „Za zdrowie pań” (Polskie Nagrania Muza)[25]
- 1976 Piotr Figiel „Piotr Figiel Music” (Pronit)[26]
- 1979 Anna Jantar – „Anna Jantar” (Pronit)[27]
- 1981 „Dla ciebie Ewo” (Polskie Nagrania Muza)[28]
- 1984 „Przeboje 40-lecia 3” (Polskie Nagrania Muza)[29]
- 1986 Jarosław Kukulski – „Jarosław Kukulski i jego przeboje” (Polskie Nagrania Muza)[30]
- 1988 „Z biegiem lat2 (Polskie Nagrania Muza)[31]
- 1988 „Wieczór kawalerski (Piosenki Antoniego Kopffa)” (Polskie Nagrania Muza)
- 1990 Anna Jantar – „The Best Of Anna Jantar” (Polskie Nagrania Muza)
- 1993 Anna Jantar – „The Collection” (Sonic Records)[32]
- 1993 „Zaopiekuj się mną” (Laser Sound)[33]
- 1999 „Polskie super hity cz. 3” (GM Music)[34]
- 1999 Anna Jantar – „Radość najpiękniejszych lat” (EMI Music Poland)[35]
- 2002 „Kolędy z gwiazdami” (Promedia)[36]
- 2004 Anna Jantar – „Dyskotekowy bal” (Agencja Artystyczna MTJ)[37]
- 2005–2006 „Promo Only” (Polish Edition) (Dee Jay Mix Club)[38]
- 2005 Anna Jantar – „Radość najpiękniejszych lat” (EMI Music Poland)[39]
- 2006 Anna Maria Jopek – „Gdybyśmy nigdy się nie spotkali” (Universal Music Polska)[40]
- „Ulubione melodie” (Tonpress)[41]
- 2009 Anna Jantar – „Niezapomniane przeboje 2” (Soliton)[42]

## Teledyski
- „Na pozór”
- „Jej portret”

## Nagrody muzyczne
| Rok  | Festiwal                                        | Nagroda                                                                 |
| ---- | ----------------------------------------------- | ----------------------------------------------------------------------- |
| 1969 | Giełda Piosenki w Łodzi                         | Nagroda główna festiwalu piosenki „Obłąkany kataryniarz”                |
| 1969 | Giełda Piosenki w Łodzi                         | Nagroda publiczności dla piosenki „Obłąkany kataryniarz”                |
| 1969 | Giełda Piosenki w Łodzi                         | Wyróżnienie jury dla piosenki „Obłąkany kataryniarz”                    |
| 1971 | Giełda Piosenki w Łodzi                         | Nagroda główna dla piosenki „To nie był sen”                            |
| 1972 | X Krajowy Festiwal Piosenki Polskiej w Opolu    | Nagroda Ministerstwa Kultury i Sztuki dla piosenki „Jej portret”        |
| 1977 | XV Krajowy Festiwal Piosenki Polskiej w Opolu   | Nagroda dla piosenki wykonanej w duecie z Ewą Dębicką „Mały biały pies” |
| 1979 | XVII Krajowy Festiwal Piosenki Polskiej w Opolu | Nagroda dla piosenki „W białej ciszy powiek”                            |
| 1980 | Międzynarodowy Festiwal OIRT w Pradze.          | Grand Prix dla piosenki „W białej ciszy powiek”                         |

## Recitale
- „Śpiewający wernisaż”

## Wystawy plastyczne
- 1990: Wystawa prac w Sztokholmie
- 1991: Wystawa prac w Pradze.
- 1992: Indywidualnych wystawach w Sztokholmie
- 1992: Wystawa w Toronto
- 1993: Wystawa w Aleksandrii w USA

## Filmografia
- 2008: Stary człowiek i pies reż. Witold Leszczyński – wykonanie piosenki.
- 1980: Ukryty w słońcu – wykonanie piosenki.
- 1979: Dziewczyny takie są
- 1976: A jeśli będzie jesień – obsada aktorska, wykonanie piosenki.
- 1974: Jej portret – wykonanie piosenki.

Źródło: Filmpolski.pl.

### Programy telewizyjne (wybrane)
- 1971: nagranie telewizyjne „To nie był sen” w TVP[45]
- 1972: X Krajowy Festiwal Piosenki Polskiej w Opolu w TVP[46]
- 1977: Bogusław Mec – „Na pozór...” Polska Kronika Filmowa[47]
- 1979: XVII Krajowy Festiwal Piosenki Polskiej w Opolu piosenki: „W białej ciszy powiek” „Z wielkiej nieśmiałości” na antenie TVP[48]
- program Niepokonani na antenie TVP1 – wystąpił gościnnie w programie[49]
- Edyta Górniak & Bogusław Mec wykonanie piosenki „Portret jej” na antenie TVP2[50]
- Wideoteka dorosłego człowieka na antenie TVP2[51]
- 2012: „Szansa na sukces” na antenie TVP2 – wystąpił gościnnie w programie[52]